# Chrysopa perla
Chrysopa perla (Linnaeus, 1758) è un insetto dell'ordine dei neurotteri e della famiglia dei crisopidi.

## Descrizione

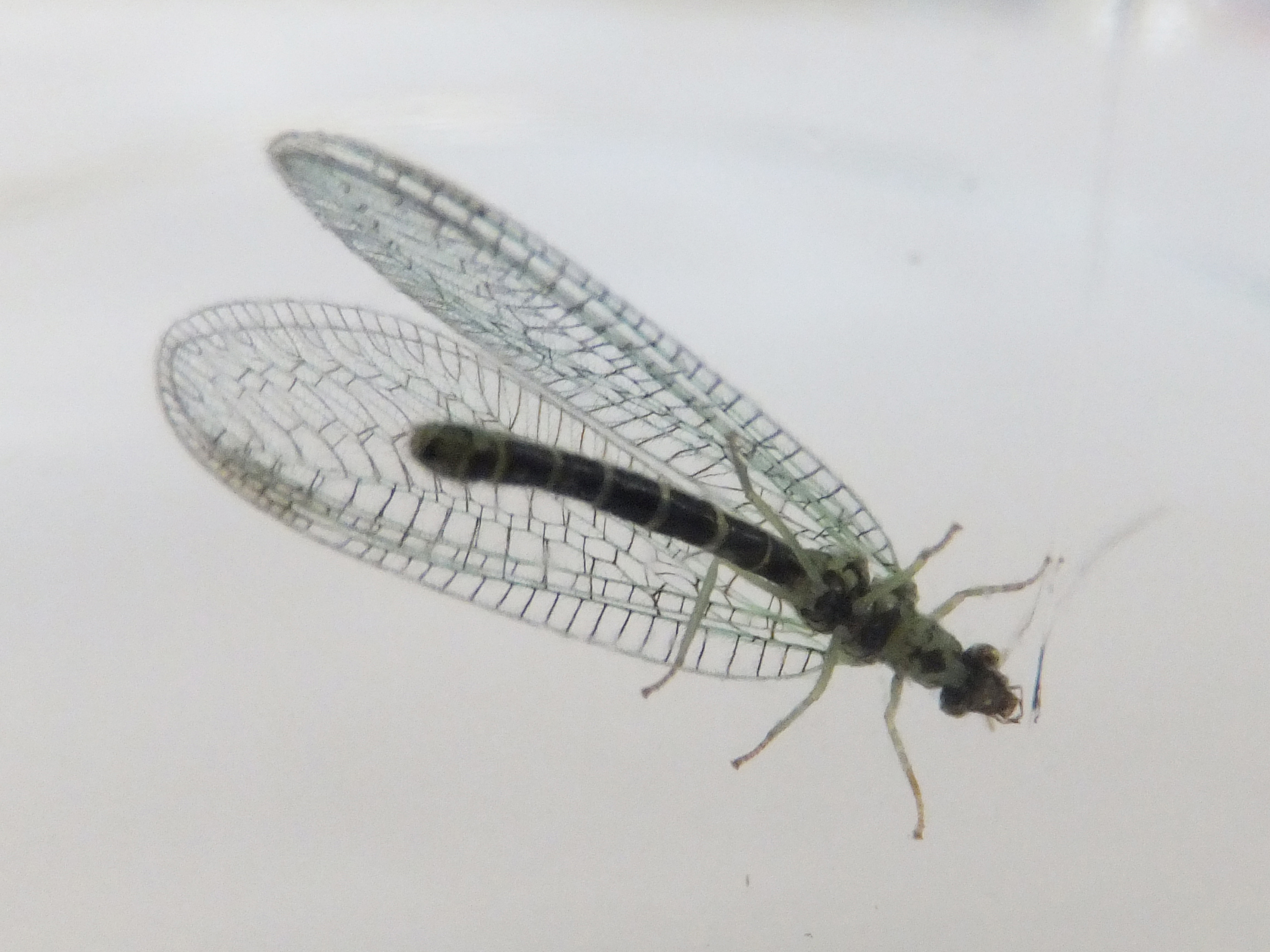
Vista ventrale

È un crisopide verde-bluastro, con macchie scure sul capo e sul torace, lungo 10-12 mm; nere sono anche la parte ventrale dell'addome e il secondo segmento delle antenne; le ali sono venate anch'esse di nero e hanno un'apertura di 25-30 mm.
È molto simile a Chrysopa dorsalis (una specie più rara), da cui si distingue per la forma della macchia pallida tra gli occhi, circolare in C. perla e più ovale in C. dorsalis.

## Biologia
Si tratta di una specie euriecia, che abita in ambienti molto umidi sia urbani, sia agricoli (parchi, giardini, frutteti, radure, margini del bosco, golene, ripe e via dicendo). Il voltinismo è variabile a seconda della zona geografica: dove c'è un'unica generazione l'adulto appare fra inizio giugno e metà luglio, se invece vi sono tre generazioni è segnalato da maggio a ottobre.
È una specie predatrice, che si nutre di afidi lungo tutto il corso del proprio sviluppo; ha pertanto un'importante valenza ecologica e può essere usata per tenere sotto controllo infestazioni di afidi in agricoltura. La larva divora più di 500 afidi prima di impuparsi; l'adulto, che però si nutre anche di nettare, solo nelle prime due settimane di vita, può consumarne il doppio. È stato dimostrato che una dieta a base di certe specie di afidi produce effetti diversi su C. perla: ad esempio, nutrirsi di Brevicoryne brassicae prolunga lo sviluppo della larva e abbassa la fertilità dell'adulto, mentre una dieta a base di Megoura viciae può inibire completamente la generazione di prole.
Fra i parassiti che colpiscono C. perla si segnalano il genere Telenomus (per le uova), Helorus rugosus e il genere Hemiteles (per le larve) e il genere Forcipomyia (per gli adulti).

## Distribuzione e habitat

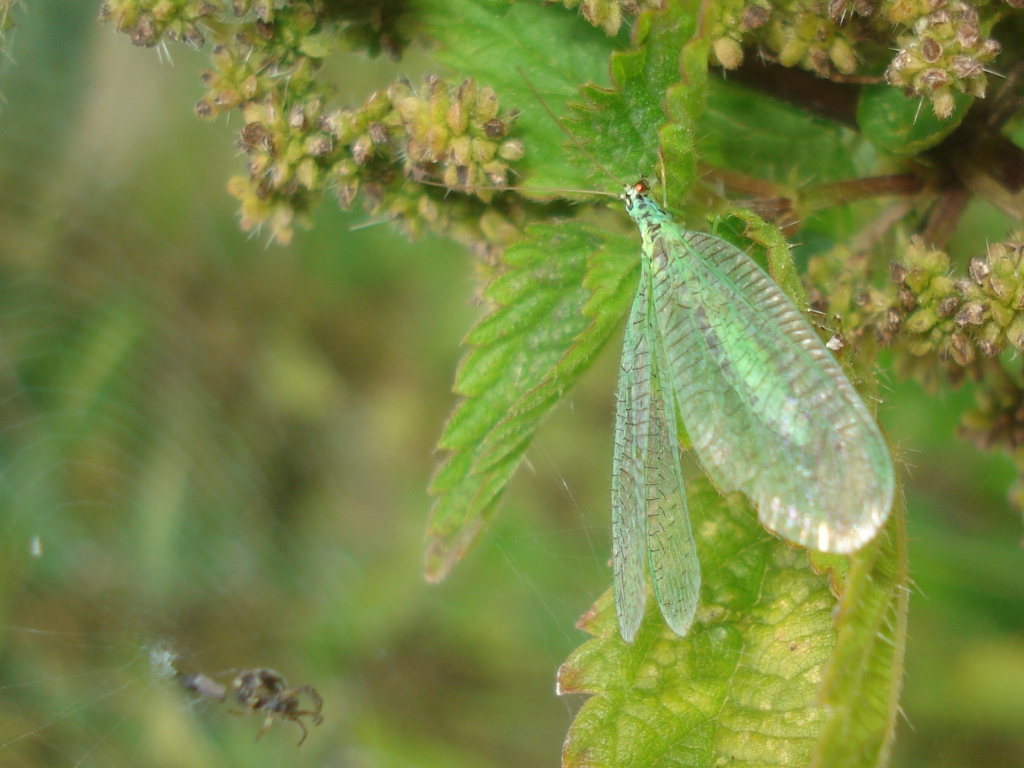

Si tratta di una specie a diffusione paleartica. È presente in gran parte d'Europa, comune in particolare nel nord e limitata a zone fresche e umide nella regione mediterranea; non è inoltre segnalata in diverse isole (Islanda, Irlanda, Baleari, Corsica, Cicladi, Dodecaneso, Creta, Cipro).
In Italia è diffusa in tutto il territorio nazionale (ma la presenza in Sardegna è incerta).